# Plešivica, Ljutomer
Plešivica este o localitate din comuna Ljutomer, Slovenia, cu o populație de 86 de locuitori.